# Landssekreterare för Stockholms län
Landssekreterare för Stockholms län
- Gustaf Otto Probus af Sillén (1851–1859)
- Sten Johan Drakenberg (1860–1885)
- Matths Falk (1885–1905)
- Daniel Ekelund (1905–1926)
- Adolf Mauritz Beckius (1927–1937)
- Arvid Lidén (1937–1938)
- Erik Wilhelm Åman (1938–1947)
- Nils Olof Åkesson  (1948–1958)
- Gösta Falk (1958–1965)
- Stig Swanstein (1965–1967)
- Carl-Gustaf Hagander (2006–2009)